# Alpaida alticeps
Alpaida alticeps là một loài nhện trong họ Araneidae.
Loài này thuộc chi Alpaida. Alpaida alticeps được Eugen von Keyserling miêu tả năm 1879.